# Clathria styloprothesis
Clathria styloprothesis är en svampdjursart som beskrevs av Hooper 1996. Clathria styloprothesis ingår i släktet Clathria och familjen Microcionidae. Inga underarter finns listade i Catalogue of Life.